# Nilima Sheikh

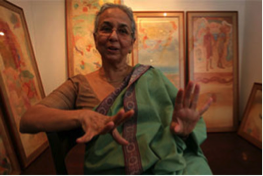
Nilima Sheikh (2011)

Nilima Sheikh (* 18. November 1945 in Neu-Delhi) ist eine indische Malerin.

## Leben
Nilima Sheikh studierte von 1962 bis 1965 Geschichte an der University of Delhi und von 1965 bis 1971 Malerei bei K. G. Subramanyan an der Maharaja Sayajirao University of Baroda in Vadodara. Nach dem Studium der Malerei wurde sie dort von 1977 bis 1981 selbst zur Professorin. Sie hält international Vorträge.
Ihre malerische Praxis umfasst neben handgemalten Miniaturen und Kinderbuchillustrationen, Gemälden und Malereien auf Papier und Papierrollen mehrere Aufträge für Bühnenbilder. „Als Ausgangspunkt für Sheikhs Werk dienen figurative Darstellungsformen wie Miniaturmalereien, Pichwai-Tuchmalereien, handschablonierte Landschaftsmotive, Volksmärchen, illustrierte Handbücher aus der Kolonialzeit, die Schriften kaschmirischer Dichter und Historiker sowie die Stimmen von Sufimystikern auf ihrer Reise durch ein aufgewühltes Land.“ Ihre Arbeiten beschäftigen sich mit Vertreibung, Sehnsucht, historischer Abstammung, Tradition, kommunaler Gewalt und Weiblichkeit.
1987 stellte Sheikh mit Arpita Singh, Nalini Malani und Madhvi Parekh aus. Zahlreiche Ausstellungen in Indien, aber auch international wurden für sie ausgerichtet. 2014 fand die Einzelausstellung Each Night Put Kashmir in Your Dreams im Art Institute of Chicago statt. 2017 wurde Sheikh als Teilnehmerin zur documenta 14 in Kassel und Athen eingeladen.